# フレディ・シュミットケ
フレディ・シュミットケ（Fredy Schmidtke、1961年7月1日 - 2017年12月1日）は、ドイツ（旧 西ドイツ）、ケルン＝ヴォリンゲン出身の元自転車競技（トラックレース）選手。

## 来歴
1979年
- ジュニア世界選手権自転車競技大会
  - 1kmタイムトライアル(1kmTT) 優勝
  - スプリント 優勝

1981年
- トラックレース世界選手権
  - アマ1kmTT 2位
  - アマタンデム 2位

1982年
- トラックレース世界選手権
  -  アマ1kmTT 優勝
  - アマタンデム 2位

1983年
- トラックレース世界選手権 アマタンデム3位

1984年
- ロサンゼルスオリンピック
  -  1kmTT 優勝